# Krascheninnikovia lenensis
Krascheninnikovia lenensis är en amarantväxtart som först beskrevs av Kuminova, och fick sitt nu gällande namn av Nikolai Nikolaievich Tzvelev. Krascheninnikovia lenensis ingår i släktet Krascheninnikovia och familjen amarantväxter. Inga underarter finns listade i Catalogue of Life.